# Cutia
A Cutia a madarak osztályának verébalakúak (Passeriformes) rendjébe és a  Leiothrichidae családjába tartozó nem.

## Rendszerezésük
A nemet Brian Houghton Hodgson írta le 1837-ben, jelenleg az alábbi 2 fajt sorolják ide:
- erdei timália (Cutia nipalensis)
- Cutia legalleni

## Előfordulásuk
Dél- és Délkelet-Ázsiában honosak. A természetes élőhelyük a szubtrópusi vagy trópusi esőerdők. Állandó, nem vonuló fajok.

## Megjelenésük
Testhosszuk 17–19,5 centiméter közötti.